# ألبرت إي. بيرك
ألبرت إي. بيرك (بالإنجليزية: Albert E. Burke) هو عالم بيئة أمريكي، ولد في 1919، وتوفي في 1999.